# Reggina Calcio 2002-2003
Questa voce raccoglie le informazioni riguardanti la Reggina Calcio nelle competizioni ufficiali della stagione 2002-2003.

## Stagione
La stagione 2002-2003 vede la Reggina disputare il terzo campionato di Serie A della sua storia, riuscendo ad agguantare il treno salvezza soltanto nel finale di campionato, grazie alle due vittorie con Juventus (2-1) e Bologna (0-2). 

Piazzatasi al 14º posto con 38 punti assieme a Modena, Empoli ed Atalanta, a seguito della classifica avulsa, che ha premiato le prime due, la squadra amaranto ha dovuto giocarsi la permanenza in massima serie in un doppio spareggio contro i bergamaschi, per stabilire quale delle due compagini dovesse raggiungere in Serie B le già retrocesse Torino, Como e Piacenza.

La gara di andata si disputò a Reggio Calabria il 29 maggio 2003 e terminò a reti inviolate, mentre al ritorno a Bergamo il 2 giugno 2003, la Reggina si impose in rimonta 1-2 con reti di Francesco Cozza ed Emiliano Bonazzoli, mantenendo dunque la categoria e riscattando in questo modo lo spareggio perso due anni prima contro il Verona.
In questa stagione, la squadra ha potuto annoverare tra i suoi nomi in rosa alcuni giocatori di calibro internazionale, come i centrocampisti Carlos Humberto Paredes, fresco di Mondiale 2002 con il Paraguay, e Shunsuke Nakamura, stella ascendente del calcio nipponico, che ebbe un impatto significativo con 3 gol consecutivi siglati nelle prime giornate. 
In tre si sono divisi il ruolo di miglior marcatore in campionato con 7 reti: Nakamura, Di Michele e Bonazzoli, arrivato a gennaio dal Parma. 

In Coppa Italia, i calabresi hanno dapprima vinto l'ottavo girone di qualificazione, eliminando Palermo, Taranto e Messina, mentre nel secondo turno hanno avuto la meglio sul Modena; negli ottavi di finale hanno ceduto tuttavia il passo alla Juventus, perdendo per due reti di scarto la gara in casa, ma espugnando il Delle Alpi al ritorno.

## Divise e sponsor
Il fornitore di materiale tecnico per la stagione 2002-2003 fu Asics, mentre lo sponsor ufficiale fu Mauro Caffè.
| 1ª divisa | 2ª divisa | 3ª divisa |

## Organigramma societario
Area direttiva
- Presidente: Pasquale Foti
- Vice-Presidente: Lucio Dattola
- Direttore sportivo: Gabriele Martino
- Team Manager: Francesco Iacopino
- Addetto stampa: Giuseppe Valerio Branca
- Segretari: Massimo Bandiera e Manuela Vitale

Area tecnica
- Allenatore: Bortolo Mutti, poi Luigi De Canio
- Allenatore in seconda: Mauro Di Cicco, poi Paolo Pavese
- Allenatore Primavera: Nevio Orlandi
- Preparatore atletico: Luigi Mondilla
- Preparatore dei portieri Giambattista Piacentini (fino all'8 novembre 2002)

Area sanitaria
- Medici sociali: Pasquale Favasuli e Giuseppe Tescione
- Massaggiatori: Antonio Costa e Giuseppe Errigo

## Rosa
| N. |                       | Ruolo | Calciatore              |
| -- | --------------------- | ----- | ----------------------- |
| 1  | Italia (bandiera)     | P     | Emanuele Belardi        |
| 2  | Rep. Ceca (bandiera)  | D     | Martin Jiránek          |
| 3  | Italia (bandiera)     | D     | Gianluca Falsini        |
| 4  | Italia (bandiera)     | D     | Bruno Cirillo           |
| 5  | Paraguay (bandiera)   | C     | Carlos Humberto Paredes |
| 6  | Italia (bandiera)     | D     | Giovanni Morabito       |
| 8  | Italia (bandiera)     | A     | Emiliano Bonazzoli      |
| 9  | Italia (bandiera)     | A     | Gianluca Savoldi        |
| 10 | Giappone (bandiera)   | C     | Shunsuke Nakamura       |
| 11 | Honduras (bandiera)   | C     | Julio César de León     |
| 12 | Italia (bandiera)     | P     | Graziano Tilaro         |
| 13 | Cile (bandiera)       | D     | Jorge Vargas            |
| 14 | Italia (bandiera)     | D     | Ivan Franceschini       |
| 15 | Italia (bandiera)     | D     | Stefano Torrisi         |
| 16 | Rep. Ceca (bandiera)  | P     | Martin Lejsal           |
| 17 | Italia (bandiera)     | A     | David Di Michele        |
| 18 | Portogallo (bandiera) | C     | José Mamede             |
| 19 | Italia (bandiera)     | P     | Luca Castellazzi        |

| N. |                      | Ruolo | Calciatore                 |
| -- | -------------------- | ----- | -------------------------- |
| 20 | Italia (bandiera)    | C     | Giandomenico Mesto         |
| 21 | Italia (bandiera)    | A     | Massimo Rastelli           |
| 22 | Brasile (bandiera)   | C     | Mozart                     |
| 23 | Italia (bandiera)    | D     | Aimo Diana                 |
| 23 | Italia (bandiera)    | D     | Alessandro Pierini         |
| 24 | Italia (bandiera)    | D     | Riccardo Alderuccio        |
| 25 | Italia (bandiera)    | D     | Paolo Greco                |
| 26 | Italia (bandiera)    | C     | Tommaso Salvestroni        |
| 27 | Albania (bandiera)   | A     | Erjon Bogdani              |
| 28 | Brasile (bandiera)   | D     | Marcelo Checcaglini        |
| 29 | Italia (bandiera)    | D     | Santino Cogliandro         |
| 30 | Italia (bandiera)    | C     | Josè Cianni                |
| 31 | Italia (bandiera)    | C     | Angelo Di Siena            |
| 32 | Italia (bandiera)    | A     | Roberto Maffucci           |
| 33 | Italia (bandiera)    | A     | Nicola Zannino             |
| 35 | Italia (bandiera)    | C     | Francesco Cozza (capitano) |
| 72 | Argentina (bandiera) | C     | Ricardo Verón              |

## Risultati

### Serie A

#### Girone di andata
| Arbitro: | Ayroldi (Molfetta) |

|  |           |                                     |
|  | Marcatori | 16’ Fiore 33’ Stankovic 53’ Corradi |

| Arbitro: | Trefoloni (Siena) |

|                              |           |  |
| Miccoli 51’ Gio. Tedesco 80’ | Marcatori |  |

| Arbitro: | Rodomonti (Teramo) |

|                     |           |                        |
| Nakamura 89’ (rig.) | Marcatori | 7’ C. Vieri 90’ Recoba |

| Arbitro: | Bolognino (Milano) |

|                       |           |                     |
| B. Carbone 17’ (rig.) | Marcatori | 63’ (rig.) Nakamura |

| Arbitro: | Trentalange (Torino) |

|                          |           |                                 |
| Pierini 44’ Nakamura 82’ | Marcatori | 10’ Appiah 45’ (rig.) R. Baggio |

| Arbitro: | Pieri (Genova) |

|                    |           |  |
| Pizarro 51’ (rig.) | Marcatori |  |

| Arbitro: | Messina (Bergamo) |

|                         |           |                |
| Bogdani 54’ Paredes 80’ | Marcatori | 47’ Conticchio |

| Arbitro: | De Santis (Tivoli) |

|                            |           |  |
| F. Inzaghi 20’ Rivaldo 64’ | Marcatori |  |

| Arbitro: | Rodomonti (Teramo) |

|  |           |            |
|  | Marcatori | 80’ Pasino |

| Arbitro: | Rosetti (Torino) |

|                                          |           |                               |
| Di Natale 3’, 39’, 90’ Rocchi 53’ (rig.) | Marcatori | 6’ (rig.) Nakamura 81’ Vargas |

| Arbitro: | Dondarini (Finale Emilia) |

|             |           |              |
| Savoldi 56’ | Marcatori | 34’ Gautieri |

| Arbitro: | Collina (Viareggio) |

|                     |           |                  |
| Nakamura 23’ (rig.) | Marcatori | 49’ Legrottaglie |

| Arbitro: | Trentalange (Torino) |

|                  |           |  |
| Adriano 57’, 80’ | Marcatori |  |

| Arbitro: | Messina (Bergamo) |

|                                  |           |  |
| Samuel 3’ Totti 24’ Montella 70’ | Marcatori |  |

| Arbitro: | Ayroldi (Molfetta) |

|                                        |           |             |
| Savoldi 49’, 64’ Di Michele 77’ (rig.) | Marcatori | 13’ Boselli |

| Arbitro: | Trefoloni (Siena) |

|                                                                           |           |  |
| Conte 21’ Trezeguet 34’ Cozza 64’ (aut.) Del Piero 71’ (rig.) Di Vaio 83’ | Marcatori |  |

| Arbitro: | Rosetti (Torino) |

|             |           |  |
| Savoldi 15’ | Marcatori |  |

#### Girone di ritorno
| Arbitro: | Morganti (Ascoli Piceno) |

|  |           |               |
|  | Marcatori | 46’ Bonazzoli |

| Arbitro: | Cassarà (Palermo) |

|                                       |           |           |
| Di Michele 1’ Cozza 27’ Bonazzoli 47’ | Marcatori | 3’ Rezaei |

| Arbitro: | De Santis (Tivoli) |

|                                     |           |  |
| C. Vieri 10’ Kallon 39’, 42’ (rig.) | Marcatori |  |

| Arbitro: | Cassarà (Palermo) |

|                                     |           |            |
| Cozza 33’, 38’ Diana 79’ Mozart 88’ | Marcatori | 10’ Caccia |

| Arbitro: | Dondarini (Finale Emilia) |

|                            |           |                |
| R. Baggio 61’ Petruzzi 87’ | Marcatori | 69’ Di Michele |

| Arbitro: | Racalbuto (Gallarate) |

|                                              |           |                                |
| Bonazzoli 3’ Di Michele 12’ Cozza 65’ (rig.) | Marcatori | 8’ (rig.) Pizarro 45’ Iaquinta |

| Arbitro: | Gabriele (Frosinone) |

|                     |           |  |
| Ferrante 12’ (rig.) | Marcatori |  |

| Reggio Calabria 15 marzo 2003 25ª giornata | Reggina           | 0 – 0 | Milan | Stadio Oreste Granillo\| Arbitro: \| Trefoloni (Siena) \| |
| Arbitro:                                   | Trefoloni (Siena) |       |       |                                                           |

| Arbitro: | Pellegrino (Barcellona Pozzo di Gotto) |

|                            |           |             |
| J. Balestri 61’ Sculli 89’ | Marcatori | 90’ Savoldi |

| Arbitro: | Paparesta (Bari) |

|                     |           |  |
| Nakamura 54’ (rig.) | Marcatori |  |

| Arbitro: | Bolognino (Milano) |

|         |           |               |
| Doni 9’ | Marcatori | 52’ Bonazzoli |

| Arbitro: | Gabriele (Frosinone) |

|                                 |           |                       |
| F. Cossato 24’ Legrottaglie 73’ | Marcatori | 41’ (aut.) F. Cossato |

| Reggio Calabria 27 aprile 2003 30ª giornata | Reggina               | 0 – 0 | Parma | Stadio Oreste Granillo\| Arbitro: \| Racalbuto (Gallarate) \| |
| Arbitro:                                    | Racalbuto (Gallarate) |       |       |                                                               |

| Arbitro: | Cassarà (Palermo) |

|                            |           |                                           |
| Bonazzoli 16’ Nakamura 90’ | Marcatori | 61’ Tommasi 63’ Emerson 68’ (aut.) Vargas |

| Arbitro: | Trefolini (Siena) |

|                 |           |                           |
| Hübner 72’, 75’ | Marcatori | 68’ Di Michele 77’ Mozart |

| Arbitro: | Paparesta (Bari) |

|                              |           |              |
| Di Michele 17’ Bonazzoli 51’ | Marcatori | 23’ Zalayeta |

| Arbitro: | Racalbuto (Gallarate) |

|  |           |                              |
|  | Marcatori | 13’ Bonazzoli 68’ Di Michele |

### Spareggio salvezza
| Reggio Calabria 29 maggio 2003 Andata | Reggina            | 0 – 0 | Atalanta | Stadio Oreste Granillo\| Arbitro: \| De Santis (Tivoli) \| |
| Arbitro:                              | De Santis (Tivoli) |       |          |                                                            |

| Arbitro: | Collina (Viareggio) |

|            |           |                         |
| Natali 18’ | Marcatori | 33’ Cozza 85’ Bonazzoli |

### Coppa Italia

#### Primo turno
| Arbitro: | Ayroldi (Molfetta) |

|  |           |                                     |
|  | Marcatori | 16’ Nakamura 36’ Savoldi 78’ Mozart |

| Reggio Calabria 25 agosto 2002 2ª giornata | Reggina            | 0 – 0 | Messina | Stadio Oreste Granillo\| Arbitro: \| De Santis (Tivoli) \| |
| Arbitro:                                   | De Santis (Tivoli) |       |         |                                                            |

| Arbitro: | Palanca (Roma) |

|  |           |             |
|  | Marcatori | 78’ de León |

#### Fase finale
| Arbitro: | Pellegrino (Barcellona Pozzo di Gotto) |

|             |           |  |
| Cirillo 32’ | Marcatori |  |

| Arbitro: | Trefoloni (Siena) |

|                      |           |           |
| Kamara 30’ Taldo 42’ | Marcatori | 58’ Cozza |

| Arbitro: | Palanca (Roma) |

|  |           |                               |
|  | Marcatori | 66’ (rig.) Salas 90’ Zalayeta |

| Arbitro: | Tombolini (Ancona) |

|  |           |              |
|  | Marcatori | 21’ Maffucci |

## Statistiche

### Statistiche di squadra
| Competizione      | Punti | In casa | In casa | In casa | In casa | In casa | In casa | In trasferta | In trasferta | In trasferta | In trasferta | In trasferta | In trasferta | Totale | Totale | Totale | Totale | Totale | Totale | DR  |
| Competizione      | Punti | G       | V       | N       | P       | Gf      | Gs      | G            | V            | N            | P            | Gf           | Gs           | G      | V      | N      | P      | Gf     | Gs     | DR  |
| ----------------- | ----- | ------- | ------- | ------- | ------- | ------- | ------- | ------------ | ------------ | ------------ | ------------ | ------------ | ------------ | ------ | ------ | ------ | ------ | ------ | ------ | --- |
| Serie A           | 38    | 17      | 8       | 5       | 4       | 26      | 20      | 17           | 2            | 3            | 12           | 12           | 33           | 34     | 10     | 8      | 16     | 38     | 53     | -15 |
| Spareggi salvezza |       | 1       | 0       | 1       | 0       | 0       | 0       | 1            | 1            | 0            | 0            | 2            | 1            | 1      | 1      | 1      | 0      | 2      | 1      | +1  |
| Coppa Italia      |       | 3       | 1       | 1       | 1       | 1       | 2       | 4            | 3            | 0            | 1            | 6            | 2            | 7      | 4      | 1      | 2      | 7      | 4      | +3  |
| Totale            |       | 21      | 9       | 7       | 5       | 27      | 22      | 22           | 6            | 3            | 13           | 20           | 36           | 42     | 15     | 10     | 18     | 47     | 58     | -11 |

### Statistiche dei giocatori[7]
| Giocatore       | Serie A  | Serie A | Serie A     | Serie A    | Spareggi salvezza | Spareggi salvezza | Spareggi salvezza | Spareggi salvezza | Coppa Italia | Coppa Italia | Coppa Italia | Coppa Italia | Totale   | Totale | Totale      | Totale     |
| Giocatore       | Presenze | Reti    | Ammonizioni | Espulsioni | Presenze          | Reti              | Ammonizioni       | Espulsioni        | Presenze     | Reti         | Ammonizioni  | Espulsioni   | Presenze | Reti   | Ammonizioni | Espulsioni |
| --------------- | -------- | ------- | ----------- | ---------- | ----------------- | ----------------- | ----------------- | ----------------- | ------------ | ------------ | ------------ | ------------ | -------- | ------ | ----------- | ---------- |
| R. Alderuccio   | -        | -       | ?           | ?          | -                 | -                 | ?                 | ?                 | 1            | 0            | ?            | ?            | 1        | 0      | ?           | ?          |
| E. Belardi      | 20       | -26     | ?           | ?          | 2                 | -1                | ?                 | ?                 | 4            | -4           | ?            | ?            | 26       | -31    | ?           | ?          |
| E. Bogdani      | 10       | 1       | ?           | ?          | 1                 | 0                 | ?                 | ?                 | 5            | 0            | ?            | ?            | 16       | 1      | ?           | ?          |
| E. Bonazzoli    | 17       | 7       | ?           | ?          | 2                 | 1                 | ?                 | ?                 | -            | -            | ?            | ?            | 19       | 8      | ?           | ?          |
| L. Castellazzi  | 14       | -25     | ?           | ?          | -                 | -                 | ?                 | ?                 | 2            | 0            | ?            | ?            | 16       | -25    | ?           | ?          |
| M. Checcaglini  | -        | -       | ?           | ?          | -                 | -                 | ?                 | ?                 | 1            | 0            | ?            | ?            | 1        | 0      | ?           | ?          |
| J. Cianni       | -        | -       | ?           | ?          | -                 | -                 | ?                 | ?                 | 0            | 0            | ?            | ?            | 0        | 0      | ?           | ?          |
| B. Cirillo      | 10       | 0       | ?           | ?          | -                 | -                 | ?                 | ?                 | 6            | 1            | ?            | ?            | 16       | 1      | ?           | ?          |
| S. Cogliandro   | -        | -       | ?           | ?          | -                 | -                 | ?                 | ?                 | 1            | 0            | ?            | ?            | 1        | 0      | ?           | ?          |
| F. Cozza        | 26       | 4       | ?           | ?          | 2                 | 1                 | ?                 | ?                 | 5            | 1            | ?            | ?            | 33       | 6      | ?           | ?          |
| C. de León      | 10       | 0       | ?           | ?          | -                 | -                 | ?                 | ?                 | 6            | 1            | ?            | ?            | 16       | 1      | ?           | ?          |
| D. Di Michele   | 34       | 7       | ?           | ?          | 2                 | 0                 | ?                 | ?                 | 3            | 0            | ?            | ?            | 39       | 7      | ?           | ?          |
| A. Di Siena     | -        | -       | ?           | ?          | -                 | -                 | ?                 | ?                 | 1            | 0            | ?            | ?            | 1        | 0      | ?           | ?          |
| A. Diana        | 16       | 1       | ?           | ?          | 2                 | 0                 | ?                 | ?                 | -            | -            | ?            | ?            | 18       | 1      | ?           | ?          |
| G. Falsini      | 25       | 0       | ?           | ?          | 2                 | 0                 | ?                 | ?                 | 3            | 0            | ?            | ?            | 30       | 0      | ?           | ?          |
| I. Franceschini | 28       | 0       | ?           | ?          | 2                 | 0                 | ?                 | ?                 | 5            | 0            | ?            | ?            | 35       | 0      | ?           | ?          |
| P. Greco        | -        | -       | ?           | ?          | -                 | -                 | ?                 | ?                 | - 0          | 0            | ?            | ?            | 0        | 0      | ?           | ?          |
| M. Jiránek      | 27       | 0       | ?           | ?          | 2                 | 0                 | ?                 | ?                 | 4            | 0            | ?            | ?            | 33       | 0      | ?           | ?          |
| M. Lejsal       | 2        | -2      | ?           | ?          | -                 | -                 | ?                 | ?                 | 1            | 0            | ?            | ?            | 3        | -2     | ?           | ?          |
| R. Maffucci     | -        | -       | ?           | ?          | -                 | -                 | ?                 | ?                 | 1            | 1            | ?            | ?            | 1        | 1      | ?           | ?          |
| J. Mamede       | 15       | 0       | ?           | ?          | -                 | -                 | ?                 | ?                 | 5            | 0            | ?            | ?            | 20       | 0      | ?           | ?          |
| G. Mesto        | 10       | 0       | ?           | ?          | -                 | -                 | ?                 | ?                 | 4            | 0            | ?            | ?            | 14       | 0      | ?           | ?          |
| G. Morabito     | 23       | 0       | ?           | ?          | 1                 | 0                 | ?                 | ?                 | 5            | 0            | ?            | ?            | 29       | 0      | ?           | ?          |
| Mozart          | 28       | 2       | ?           | ?          | 2                 | 0                 | ?                 | ?                 | 4            | 1            | ?            | ?            | 34       | 3      | ?           | ?          |
| S. Nakamura     | 31       | 7       | ?           | ?          | 1                 | 0                 | ?                 | ?                 | 4            | 1            | ?            | ?            | 36       | 8      | ?           | ?          |
| C. Paredes      | 31       | 1       | ?           | ?          | 2                 | 0                 | ?                 | ?                 | 4            | 0            | ?            | ?            | 37       | 1      | ?           | ?          |
| A. Pierini      | 14       | 1       | ?           | ?          | -                 | -                 | ?                 | ?                 | 5            | 0            | ?            | ?            | 19       | 1      | ?           | ?          |
| M. Rastelli     | 17       | 0       | ?           | ?          | -                 | -                 | ?                 | ?                 | 4            | 0            | ?            | ?            | 21       | 0      | ?           | ?          |
| G. Savoldi      | 24       | 5       | ?           | ?          | 2                 | 0                 | ?                 | ?                 | 5            | 1            | ?            | ?            | 31       | 6      | ?           | ?          |
| T. Salvestroni  | -        | -       | ?           | ?          | -                 | -                 | ?                 | ?                 | 1            | 0            | ?            | ?            | 1        | 0      | ?           | ?          |
| S. Torrisi      | 8        | 0       | ?           | ?          | 1                 | 0                 | ?                 | ?                 | -            | -            | ?            | ?            | 9        | 0      | ?           | ?          |
| J. Vargas       | 28       | 1       | ?           | ?          | 2                 | 0                 | ?                 | ?                 | 4            | 0            | ?            | ?            | 34       | 1      | ?           | ?          |
| R. Verón        | 3        | 0       | ?           | ?          | -                 | -                 | ?                 | ?                 | 3            | 0            | ?            | ?            | 6        | 0      | ?           | ?          |
| N. Zannino      | -        | -       | ?           | ?          | -                 | -                 | ?                 | ?                 | 0            | 0            | ?            | ?            | 0        | 0      | ?           | ?          |